# Kleine groenrugspecht
De kleine groenrugspecht (Campethera cailliautii) of kleine vlekrugspecht is een vogel uit het geslacht Campethera van de familie spechten (Picidae). Deze vogel is genoemd naar de Franse natuuronderzoeker Frédéric Cailliaud (1787-1869).

## Verspreiding en leefgebied
Deze soort komt voor in westelijk-centraal, centraal en zuidoostelijk Afrika en telt drie ondersoorten:
- C. c. nyansae: van zuidwestelijk Kenia, zuidwestelijk Ethiopië en noordwestelijk Tanzania tot Congo-Kinshasa, noordoostelijk Angola en noordelijk Zambia.
- C. c. cailliautii: van zuidelijk Somalië tot noordoostelijk Tanzania.
- C. c. loveridgei: van centraal Tanzania tot Mozambique.